# Trylogia Helikonii
Trylogia Helikonii (ang. Helliconia) – cykl składający się z trzech powieści  fantastyczno-naukowych brytyjskiego pisarza Briana Aldissa, wydawany w latach 1982-1985. Polskie wydanie, w tłumaczeniu Marka Marszała (t. 1 i 2) i Tomasza Wyżyńskiego (t. 3), wydało wydawnictwo Iskry w serii Fantastyka-Przygoda.
Obserwatorzy z Ziemi ze stacji krążącej po orbicie śledzą rozwój cywilizacji na planecie Helikonia. Planeta, położona w układzie dwóch gwiazd, ma dwie pory roku, zimę i lato, które trwają przez setki lat. Zimą planetą rządzi cywilizacja ancipitów, a latem humanoidów.

## Książki w serii
| Nr | Polski tytuł     | Oryginalny tytuł  | Rok wydania (rok wydania w Polsce) | Nagrody |
| -- | ---------------- | ----------------- | ---------------------------------- | --- |
| 1  | Wiosna Helikonii | Helliconia Spring | 1982 (1989)                        | Nagroda im. Johna W. Campbella za powieść (1983) Nagroda BSFA dla najlepszej powieści (1983) Nagroda im. Kurda Lasswitza (1984) |
| 2  | Lato Helikonii   | Helliconia Summer | 1983 (1992)                        | |
| 3  | Zima Helikonii   | Helliconia Winter | 1985 (1992)                        | Nagroda BSFA dla najlepszej powieści (1985) nominacja do nagrody Nebula                                                         |